# Chavoy
Chavoy ist eine französische Gemeinde mit 130 Einwohnern (Stand: 1. Januar 2022) im Département Manche in der Region Normandie. Sie gehört zum Arrondissement Avranches und zum Kanton Avranches. 
Sie grenzt im Norden an Le Luot, im Osten an Le Parc, im Süden an Ponts und im Westen an Saint-Jean-de-la-Haize. 

## Bevölkerungsentwicklung
| Jahr      | 1962 | 1968 | 1975 | 1982 | 1990 | 1999 | 2008 | 2018 |
| --------- | ---- | ---- | ---- | ---- | ---- | ---- | ---- | ---- |
| Einwohner | 104  | 97   | 92   | 70   | 58   | 77   | 137  | 129  |

## Sehenswürdigkeiten
- Flurkreuz Croix du Voulge
- Kirche Sainte-Marie resp. Notre-Dame

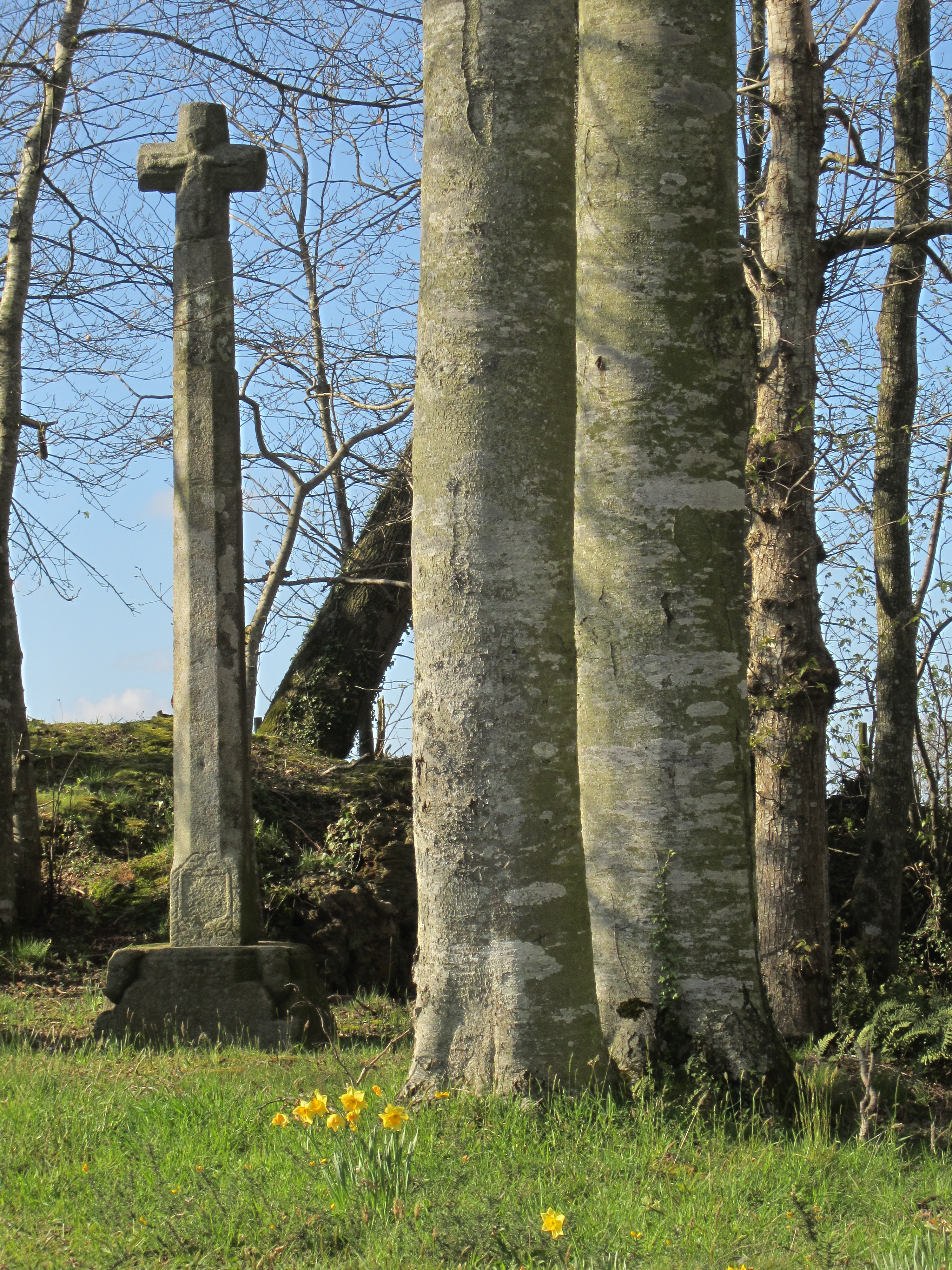
Flurkreuz
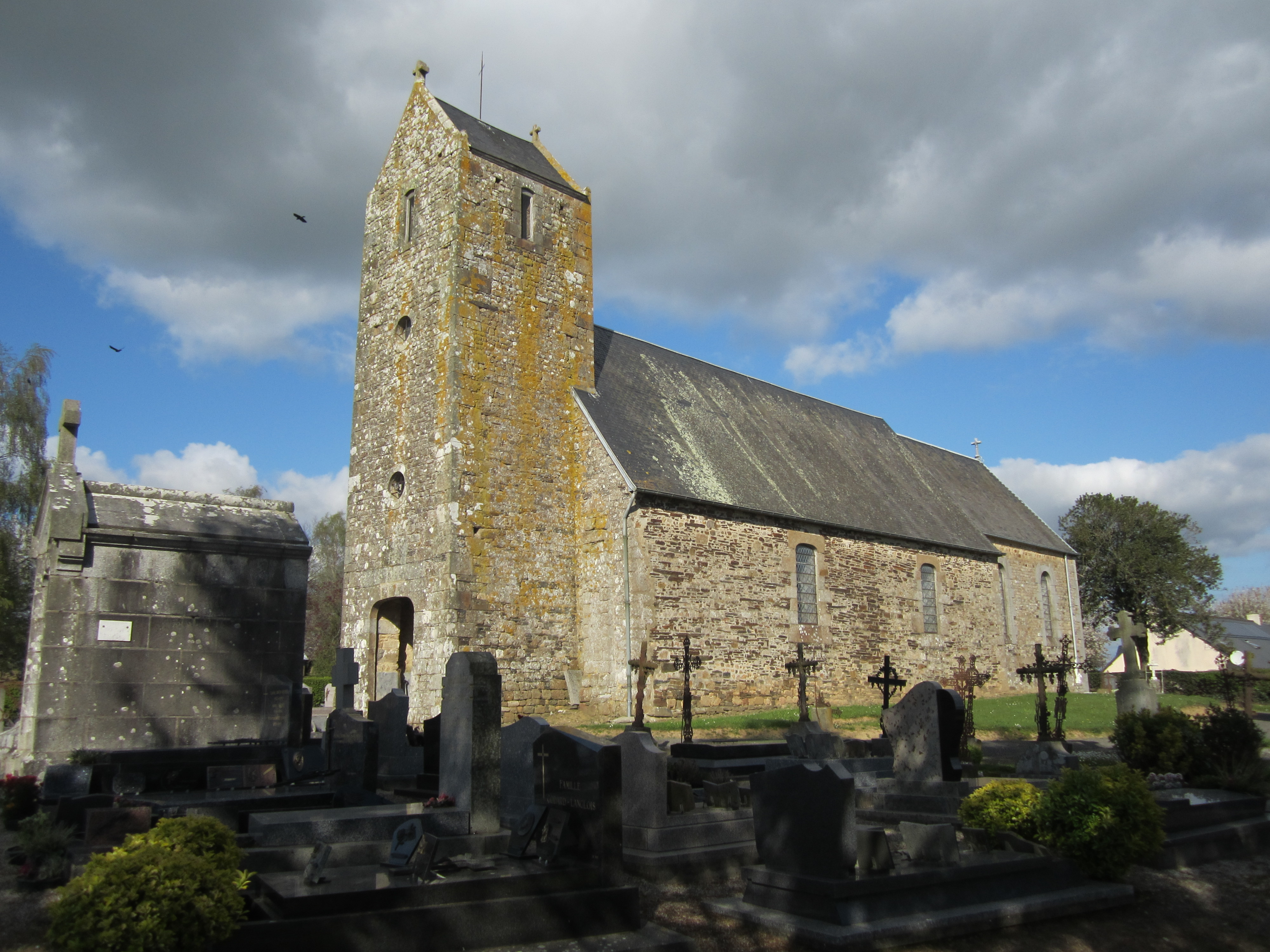
Kirche Sainte-Marie
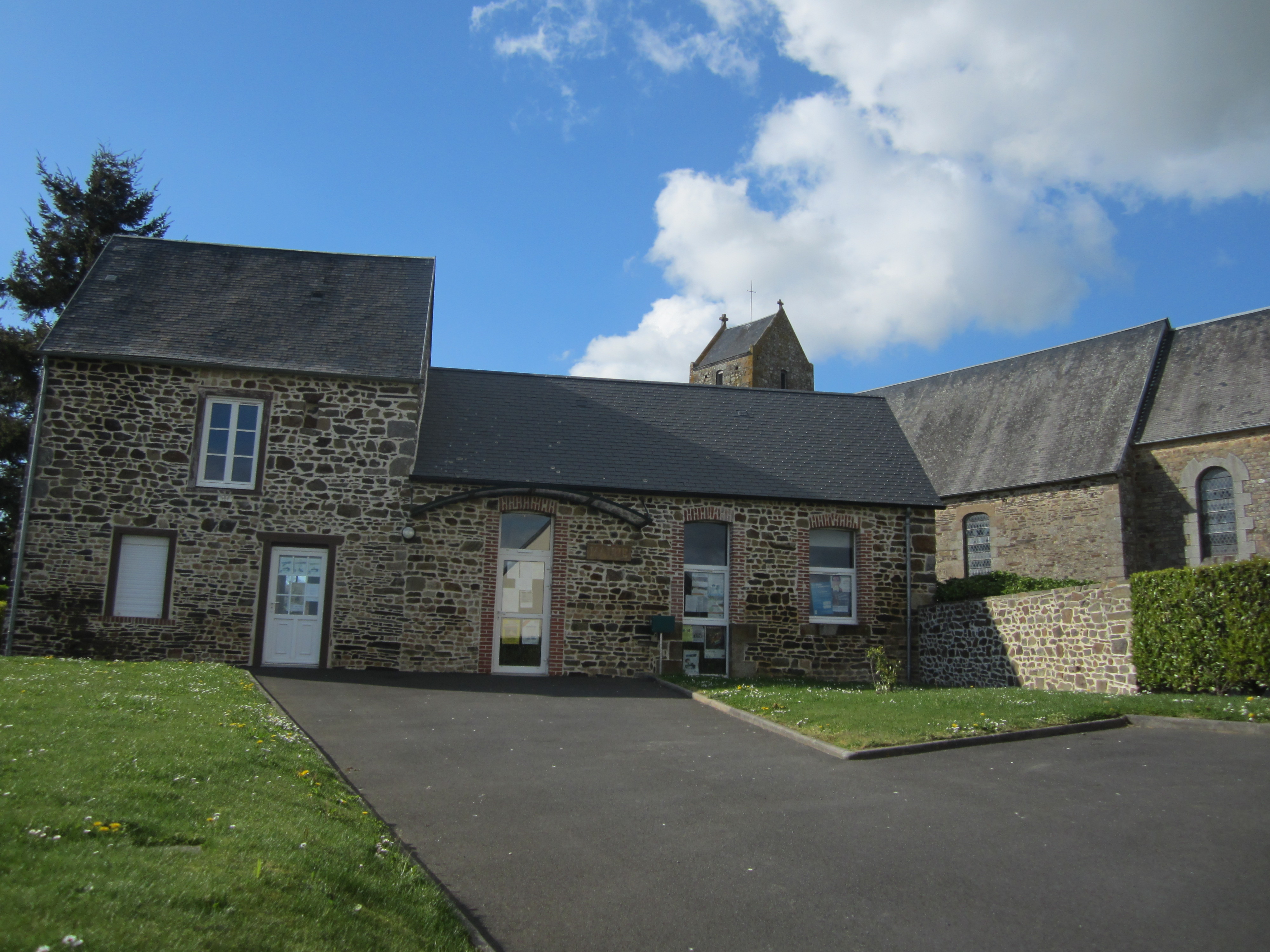
Die Mairie von Chavoy